# Bubalu
Bubalu è un singolo dei produttori discografici DJ Luian e Mambo Kingz, pubblicato il 6 novembre 2018.

## Tracce
1. Bubalu – 3:48